# Spinning Top
Spinning Top — девятый мини-альбом южнокорейского бой-бенда GOT7, выпущенный 20 мая 2019 года лейблом JYP Entertainment и Dreamus. Альбом содержит 6 синглов включая ведущий «Eclipse».

## Предпосылки и релиз
26 апреля 2019 года JYP Entertainment объявила через видео-тизер, что Got7 выпустят альбом 20 мая. Говорят, что альбом «доставляет универсальную тему как безопасности, так и неуверенности в себе», поскольку полное название альбома-Spinning Top: Between Security & Unsecurity.
6 мая были показаны два групповых фото-тизерыа. С 9 по 12 мая были выпущены отдельные фото-тизеры с четырьмя различными концепциями: первая-красочная, вторая-черно-красная, третья-размытая и черно-белая, а последняя состоит из портретов. Онлайн-обложка альбома была показана 13 мая, а на следующий день был выпущен трек-лист, «Eclipse» был заглавным треком альбома. Несколько участников приняли участие в написании и продюсировании треков. Основатель и JYP Entertainment и директор Пак Чин Ён указан в качестве лирика на заглавный трек. Первый тизер клипа был выпущен 15 мая, второй тизер, который предлагает взглянуть на хореографию, был опубликован на следующий день. 17 мая был выпущен спойлер альбом, и тексты каждой песни были показаны 18 мая.

## Промоушен
Got7 провели «Comeback Live Talk» на сайте Naver’S V Live 20 мая 2019 года, в 21:00 KST, через час после выхода альбома, чтобы представить каждый трек. В качестве гостя выступил актер Ким Сан Чжун. Они также продвигали альбом 21 мая на шоу Idol Room.
Got7 провели шоукейс на M Countdown 23 мая и продвигали «Eclipse» на нескольких музыкальных программах в Южной Корее, в том числе Music Bank, Show! Music Core и Inkigayo.

## Коммерческий успех
Он достиг пика № 1 в чарте альбомов Gaon и № 5 в чарте мировых альбомов США. Он продал более 314 449 единиц в Южной Корее и был сертифицирован Platinum KMCA. Затем группа отправилась в мировое турне с 15 июня 2019 года, посетив более 22 городов в Азии, Северной Америке, Европе, Латинской Америке и Океании.

## Трек-лист
Adapted from the group’s official website.
| №                   | Название             | Текст песни                                                      | Музыка                                                                   | Arrangement                    | Длительность |
| ------------------- | -------------------- | ---------------------------------------------------------------- | ------------------------------------------------------------------------ | ------------------------------ | ------------ |
| 1.                  | «1°»                 | Yugyeom KASS                                                     | NiiHWA MosPick Kwon Deok-geun                                            | MosPick Kwon Deok-geun         | 3:16         |
| 2.                  | «Eclipse»            | J.Y. Park "The Asiansoul" DEFSOUL Mirror BOY D.ham Munhan Mirror | DEFSOUL Mirror BOY D.ham Munhan Mirror Daviid Yosia NeD Moon Kim VENDORS | Mirror BOY D.ham Munhan Mirror | 3:30         |
| 3.                  | «The End» (끝)       | Jinyoung                                                         | Jinyoung Distract Secret Weapon                                          | Secret Weapon                  | 4:05         |
| 4.                  | «Time Out»           | Ars Noday Versa Choi                                             | Ars Noday Versa Choi                                                     | Versa Choi Noday               | 3:04         |
| 5.                  | «Believe» (믿어줄래) | BamBam Tommy Park                                                | BamBam FRANTS                                                            | FRANTS                         | 3:05         |
| 6.                  | «Page»               | DEFSOUL JOMALXNE iHwak Royal Dive                                | DEFSOUL iHwak JOMALXNE Royal Dive                                        | Royal Dive                     | 3:44         |
| Общая длительность: | Общая длительность:  | Общая длительность:                                              | Общая длительность:                                                      | Общая длительность:            | 20:44        |

| №                   | Название                 | Музыка                                                                   | Arrangement                    | Длительность |
| ------------------- | ------------------------ | ------------------------------------------------------------------------ | ------------------------------ | ------------ |
| 7.                  | «Eclipse» (Instrumental) | DEFSOUL Mirror BOY D.ham Munhan Mirror Daviid Yosia NeD Moon Kim VENDORS | Mirror BOY D.ham Munhan Mirror | 3:30         |
| Общая длительность: | Общая длительность:      | Общая длительность:                                                      | Общая длительность:            | 24:14        |

## Чарты
| Чарты (2019)                             | Высшая позиция |
| ---------------------------------------- | -------------- |
| Australian Digital Albums (ARIA)         | 32             |
| Япония (Oricon)                          | 13             |
| South Korean Albums (Gaon)               | 1              |
| Великобритания (UK Digital Albums Chart) | 78             |